# Brudkrona

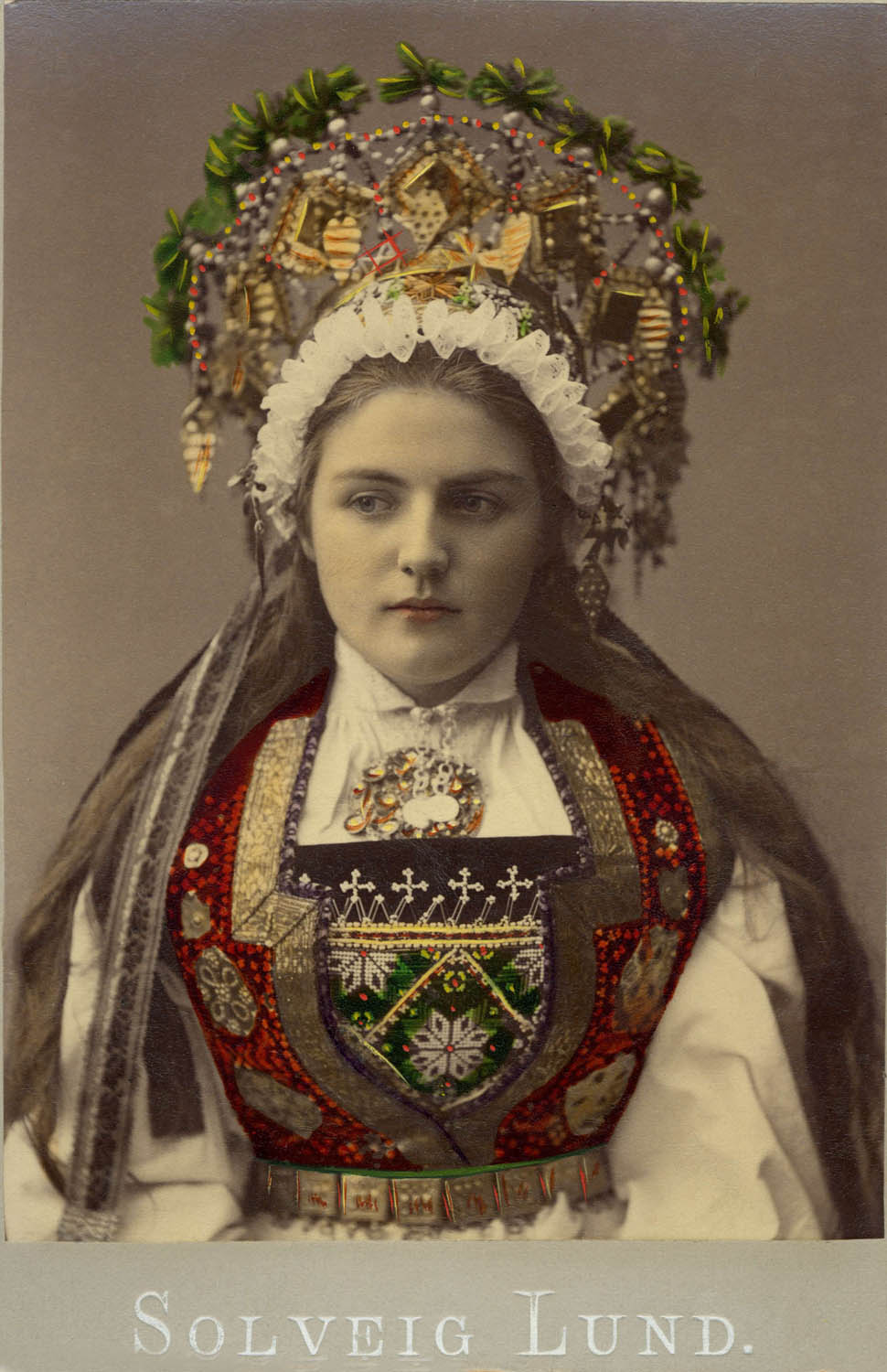
En brud från Hardanger, Norge. Kolorerat fotografi (från ca 1870 till 1920)

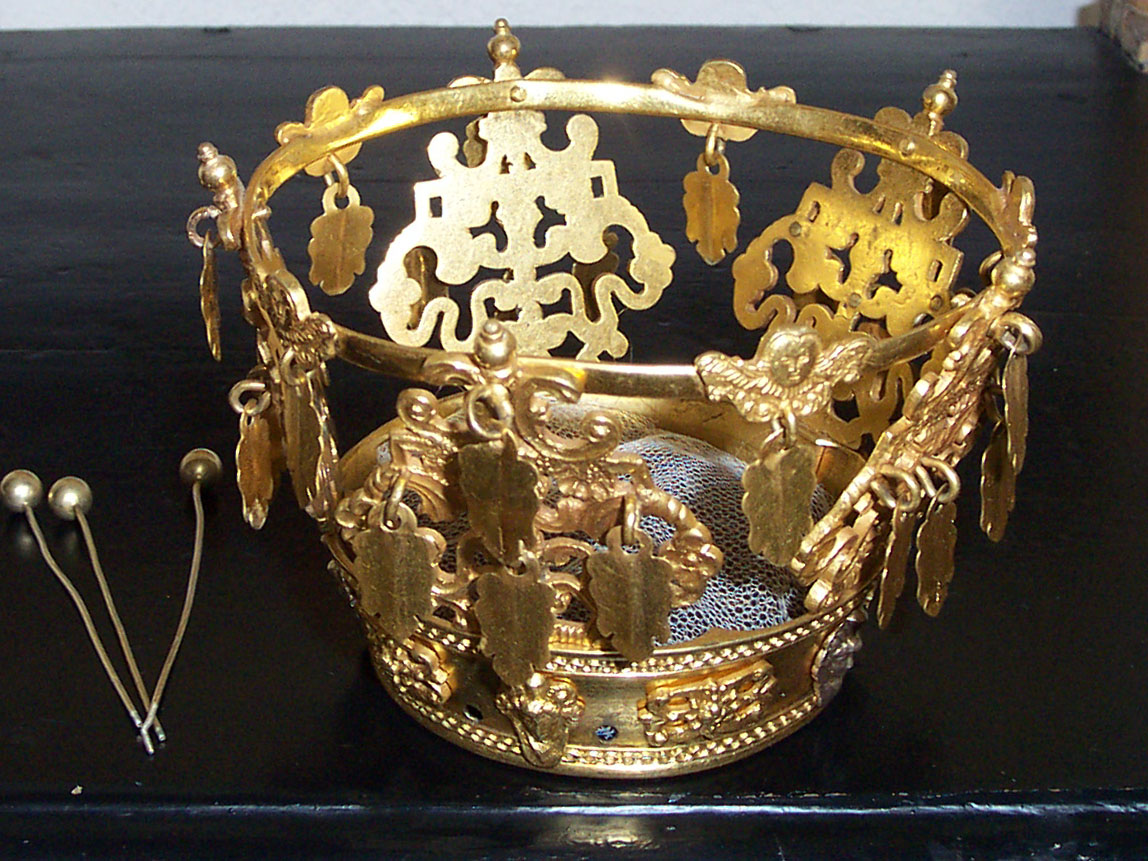
Brudkrona av guldpläterad mässing troligen gjuten i Sollerön eller Mora under 1800-talet

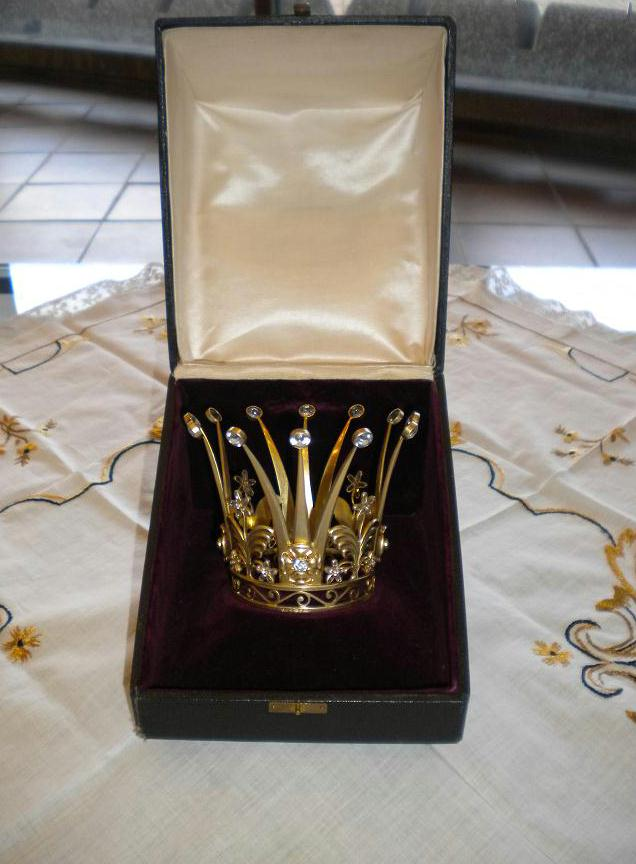
Brudkrona från 1930-talet av Bo Stefan. Kronan har skänkts till Täby församling.

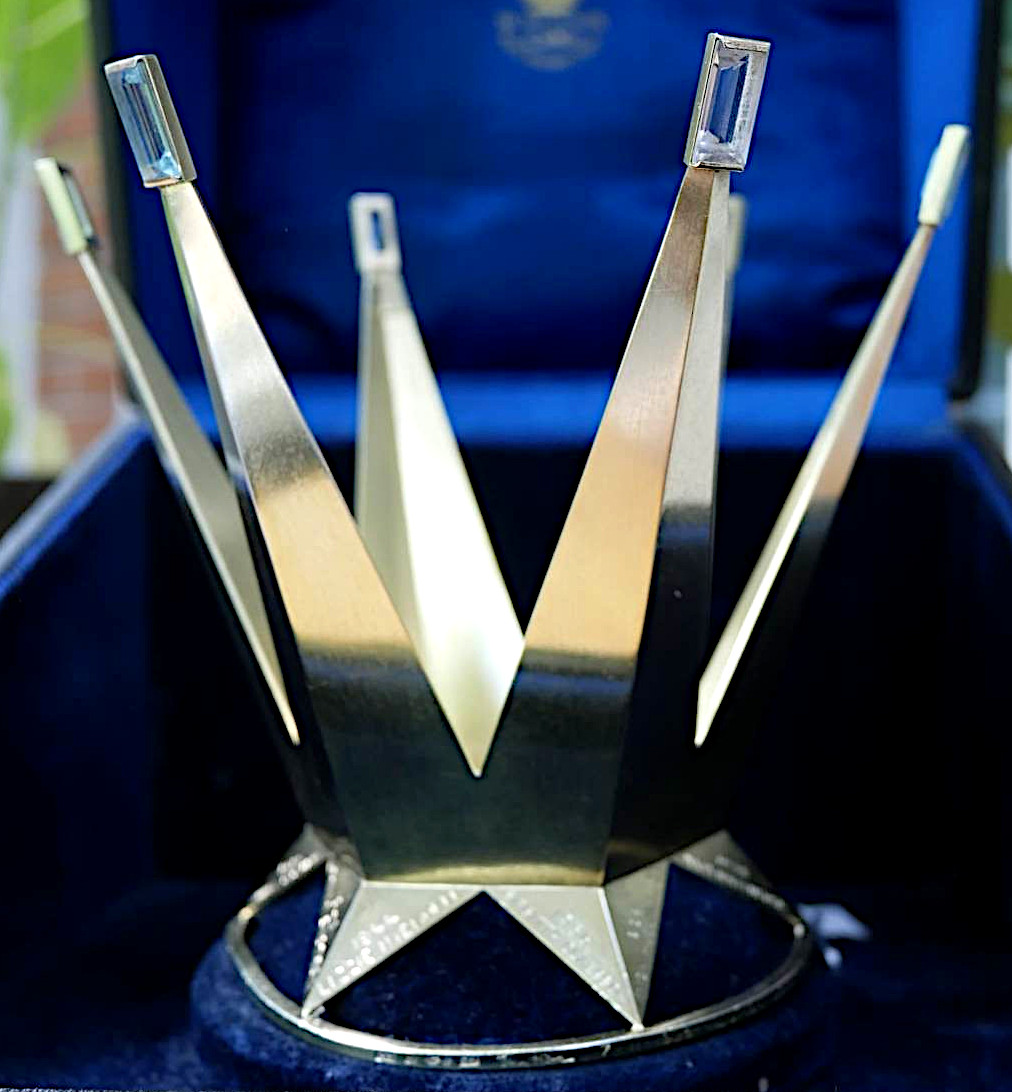
Brudkronan i Lunds domkyrka tillverkad av Wiwen Nilsson.

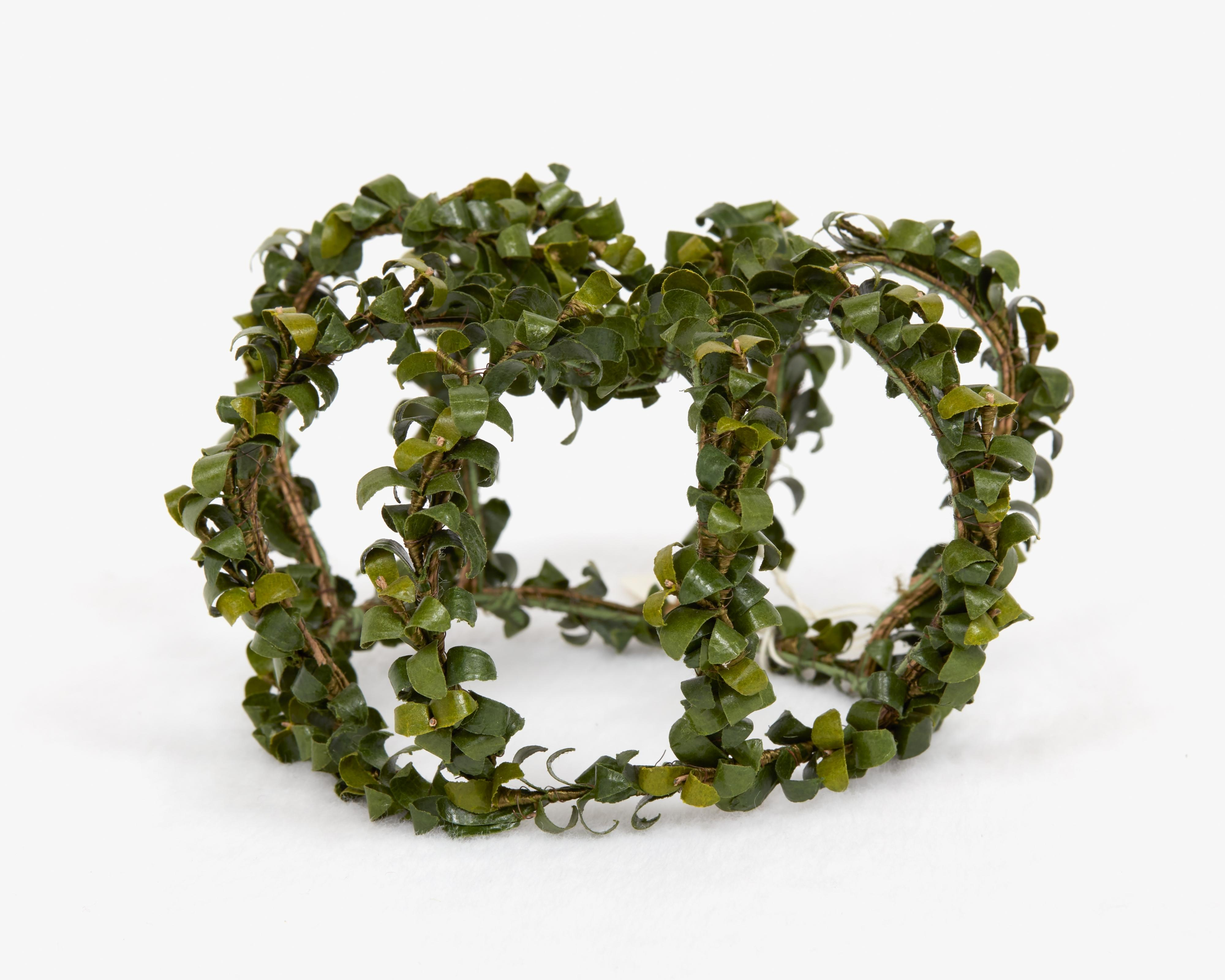
Myrtenkrona från Dalarna

En brudkrona är en huvudbonad som bärs antingen av bruden eller, i vissa traditioner, av såväl brud som brudgum, på ett kristet bröllop.

## Inom den västliga kristenheten
I den västliga, Katolska kyrkan, uppstod brudkronetraditionen genom att bruden i bröllopsceremonin symboliskt liknades vid jungfru Maria som kallades "himmelens drottning". Därför började man under medeltiden låna ut kronor tillhörande kyrkans mariastatyer till brudar under bröllopen. På mariaskulpturen underströk den symboliskt Marias roll som drottning men även hennes kyskhet, vilket gjorde att kronan bara fick användas vid kyska brudars första äktenskap. Att bryta mot denna regel kallades för "kronobrott" och ledde till dryga böter.
Ett sådant brott kunde upptäckas om orimligt kort tid förflöt mellan kronbröllop och barnafödsel. Utifrån detta uppkom sägnen att pengarna som inkasserades från kronobrotten gick till att förgylla kronorna. Detta skulle vara förklaringen till att så många kronor med tiden ökade i vikt och var så överdådigt förgyllda.

## Brudkronans historia i Sverige
I Sverige finns dock inga belägg på någon medeltida brudkronetradition. Den äldsta svenska brudkronan är en madonnakrona från början av 1500-talet, möjligen härstammande från Vadstena klosterkyrka, men har först efter reformationen 1595 hamnat i Brahekyrkan på Visingsö och där fungerat som brudkrona. Den äldsta brudkronan tillverkad just för detta ändamål härrör från Skepparslövs kyrka och är tillverkad av Hans guldsmed i Vä 1597, och användes alltså i dåtidens Danmark. En brudkrona från Åkers kyrka i Småland härrör från omkring 1600. Först under början av 1600-talet blir brudkronor vanligare. I Kyrkoordningen 1571 återinfördes de bötesbestämmelser för "otidigt sängelag" som tidigare funnits. Där nämns inget om brudkronor. I Örebroartiklarna 1617 omtalas dock brudkronor och stagar regler för deras användande. Hade kvinnan lägrats under trolovningen fick hon ej bära krona utan endast en krans med teckt hufwudh och hölt håår. En kvinna som avslöjas ha begått lönske-läger och sedan trolovar sig med en annan man, får bära enklare skrud, huvudkläde med en flitter krantz. Avsikten var att försöka ersätta den äldre traditionen med trolovningen med den kyrkliga vigseln. Det dröjde dock fram mot mitten av 1600-talet innan brudkronor började bli vanligare i svenska kyrkor.
Brudkronan blev ett led i Svenska kyrkans kamp för att stärka det kyrkliga bröllopet i förhållande till det civila äktenskapet. Kyrklig vigsel blev i Sverige och Finland inte obligatorisk förrän med 1734 års lag.

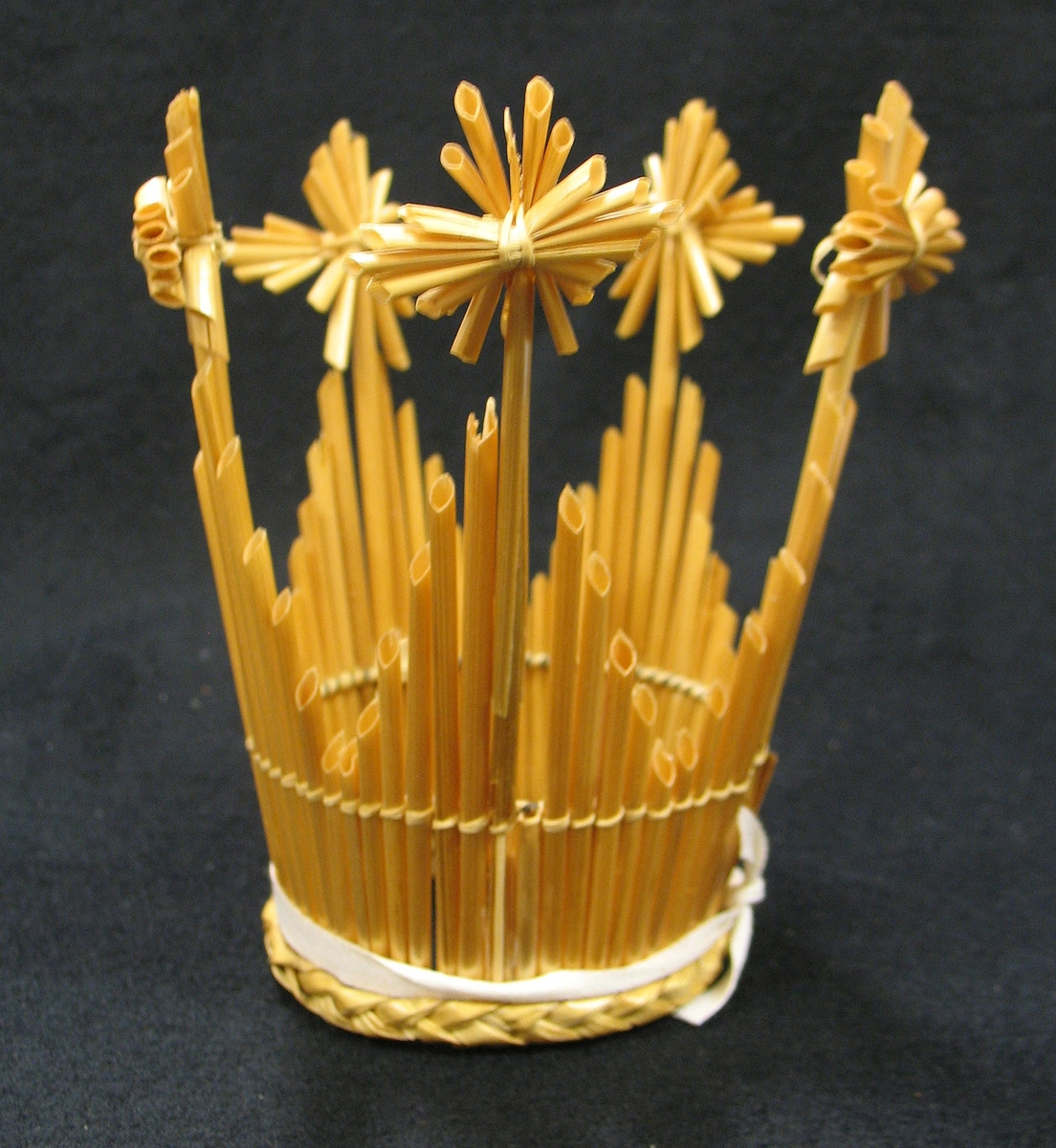
Brudkrona i halm från Husmoderns beställning.

Under slutet av 1800-talet blev myrtenkronor ett alternativ till brudkronorna i metall.
Under krigsåren 1943–1945 lät tidskriften Husmodern tillverka brudkronor i halm, som skickades till blivande brudar i läsekretseen. Första året delades åtminstone 500 brudkronor i halm ut till läsarna.
Under 1960- och 1970-talen kom virkning, frivolitet och knyppling att bli flitigt använda tekniker för att framställa brudkronor. 

### Dagens bruk av brudkrona
Vid svenska bröllop i modern tid används brudkronan inte så ofta som förr, även om den aldrig helt har fallit ur bruk. Den symboliska innebörden har dock ofta helt försvunnit och ofta föredras mindre och behändigare kronor framför gamla tiders svulstiga och tunga. Dessa kronor har gått i arv och används i mer eller mindre utsträckning av dagens brudar. Det är ofta brudens mor, svärmor, mormor eller farmor som tillverkat kronan för flera decennier sedan. I Linköping på Föreningen Svenska Spetsar tillverkades och såldes knypplade kronor som gått i arv och fortfarande används. Hos Svenska Spetsar finns kunskapen om knypplingstekniken och mönster till brudkronor att knyppla själv. 
Som utövande silversmed eller guldsmed ägnar sig många åt tillverkning av kyrksilver och formgivning eller design och tillverkning av brudkronor. 
Även många andra material så som näver, trä, glas, rötter, halm, människohår, äkta och oäkta pärlor och äkta och oäkta stenar, tråd i olika material, papper, plast och myrten används vid design och tillverkning av dagens moderna brudkronor. Teknikerna varierar också stort; från allt mellan textila garntekniker, träarbete, "klipp och klistra-tekniker" till guld- och silversmide. I början på 2000-talet finns efter många års slumrande tillvaro åter igen flera aktörer som designar och tillverkar brudkronor i många olika tekniker. När sångerskan Charlotte Perrelli gifte sig, bar hon en krona tillverkad av glas. Nu kan en brudkrona till stor del likna ett diadem, påminna om en tiara eller sitta en bit ner i pannan, som ett pannsmycke.
Brudar kan själva skaffa mönster och söka information om olika tillverkningstekniker. Många brudar vill ha en huvudprydnad, som passar deras brudklänning och som tar upp en färg, ett tema eller en detalj, som går som en röd tråd genom hela bröllopet. Dagens bröllop är ofta helt igenom designade för att passa ett unikt brudpar och för att visa gästerna brudparets speciella intressen och livsstil.
Vid traditionella bröllop till exempel i Dalarna, används alltjämt ofta de gamla rikt pyntade "skrävelkronorna". De flesta svenska kyrkorna har åtminstone en krona att låna sina brudar, oftast finns fler av varierande ålder, tyngd och design. Även de riktigt tunga och gamla kronorna finns kvar i många församlingar. Hur illa det kunde gå, när släktena inte var överens om villkoren, visar Strindbergs drama Kronbruden med all tydlighet.
Traditionen att använda kyrkokronorna börjar dock åter komma i bruk och de ofta mycket gamla huvudprydnaderna efterfrågas och används nu (i början av 2000-talet) i större utsträckning än under andra hälften av 1900-talet. De har ofta legat nerpackade och i många fall så gott som bortglömda i kyrkans gömmor, under många årtionden. 
Till de gamla kyrkokronorna hörde oftast en brudkrans. Denna låga del som bildade kronans bas, var löstagbar och fick användas av de brudar som inte var kyska. Mer om detta och brudkronans historia finns att läsa i Barbro Hovstadius bok Brudkronor i Linköpings stift från 1976. Även kronor klädda med myrten fick bäras av okyska brudar. Sådana kronor blev mycket populära och ses då och då fortfarande på dagens brudar.

## Inom den östliga kristenheten
Inom den östliga, ortodoxa kyrkan eller grekiskkatolska (bysantinska) kristenheten, är "kröningen", där både brudgummen och bruden symboliskt kröns, en integrerad del av bröllopsceremonin. Inga äktenskapslöften utbyts och ringarna sätts på utan tillhörande ritual, vilket gör att kröningen är den viktigaste delen av ett ortodoxt bröllop. Symboliskt skall kröningen visa hur mannen och kvinnan görs till kung och drottning i sin huskyrka, alltså deras hem, liksom Gud är kung i sin kyrka.
I Grekland tillverkas kronorna oftast av blommor, vilket gör att de kan tas med hem och sparas. I Ryssland däremot är de tillverkade i ädelmetall för att likna riktiga kungakronor så mycket som möjligt. Dessa kronor förvaras därför i kyrkan och används av alla par.